# Challenger de Chengdu 2017

El torneo Chengdu Challenger 2017 fue un torneo profesional de tenis. Perteneció al ATP Challenger Series 2017. Se disputó en su 2ª edición sobre superficie dura, en Chengdu, China entre el 31 al el 6 de julio de 2017.

## Jugadores participantes del cuadro de individuales
| Favorito | País                                  | Jugador           | Rank1 | Posición en el torneo |
| -------- | ------------------------------------- | ----------------- | ----- | --------------------- |
| 1        | Bandera de China Taipéi               | Lu Yen-hsun       | 77    | CAMPEÓN               |
| 2        | Bandera de Rusia                      | Yevgueni Donskoi  | 98    | FINAL                 |
| 3        | Bandera de Corea del Sur              | Lee Duck-hee      | 149   | Primera ronda         |
| 4        | Bandera de Serbia                     | Nikola Milojević  | 177   | Semifinales           |
| 5        | Bandera de Lituania                   | Ričardas Berankis | 190   | Primera ronda         |
| 6        | Bandera de Corea del Sur              | Kwon Soon-woo     | 202   | Primera ronda         |
| 7        | Bandera de Japón                      | Hiroki Moriya     | 211   | Segunda ronda         |
| 8        | Bandera de la República Popular China | Wu Di             | 222   | Segunda ronda         |

- 1 Se ha tomado en cuenta el ranking del 24 de julio de 2017.

### Otros participantes
Los siguientes jugadores recibieron una invitación (wild card), por lo tanto ingresan directamente al cuadro principal (WC):
- Gao Xin
- Sun Fajing
- Wu Yibing
- Zhang Zhizhen

Los siguientes jugadores ingresan al cuadro principal tras disputar el cuadro clasificatorio (Q):
- Chung Yun-seong
- He Yecong
- Sidharth Rawat
- Kento Takeuchi

## Campeones

### Individual Masculino
- Lu Yen-hsun derrotó en la final a  Yevgueni Donskoi, 6–3, 6–4

### Dobles Masculino
- Sriram Balaji /  Vishnu Vardhan derrotaron en la final a  Hsieh Cheng-peng /  Peng Hsien-yin, 6–3, 6–4